# Mistrovství světa v zápasu řecko-římském 1982
Mistrovství světa v zápasu řecko-římském proběhlo v Katovici, Polsko v roce 1982.

## Výsledky
| Kategorie | Podrobnosti | Zlato                    | Stříbro               | Bronz                 |
| --------- | ----------- | ------------------------ | --------------------- | --------------------- |
| -48 kg    | podrobně    | Temo Kazarašvili (URS)   | Salih Bora (TUR)      | Bratan Cenov (BUL)    |
| -52 kg    | podrobně    | Benur Pašajan (URS)      | Ljubomir Zekov (BUL)  | Pang Te-tu (KOR)      |
| -57 kg    | podrobně    | Piotr Michalik (POL)     | Nicolae Zamfir (ROU)  | Vasilij Fomin (URS)   |
| -62 kg    | podrobně    | Ryszard Świerad (POL)    | Roman Nasibulov (URS) | Panajot Kirov (BUL)   |
| -68 kg    | podrobně    | Gennadij Jermilov (URS)  | István Péter (HUN)    | Ștefan Negrișan (ROU) |
| -74 kg    | podrobně    | Ștefan Rusu (ROU)        | Andrzej Supron (POL)  | Karolj Kasap (YUG)    |
| -82 kg    | podrobně    | Tejmuraz Apchazava (URS) | Ion Draica (ROU)      | Jan Dołgowicz (POL)   |
| -90 kg    | podrobně    | Frank Andersson (SWE)    | Atanas Komšev (BUL)   | Igor Kanygin (URS)    |
| -100 kg   | podrobně    | Roman Wrocławski (POL)   | Vasile Andrei (ROU)   | Andrej Dimitrov (BUL) |
| +100 kg   | podrobně    | Nikola Dinev (BUL)       | Refik Memišević (YUG) | Cándido Mesa (CUB)    |